# Dừa cạn
Dừa cạn hay hải đằng, dương giác, bông dừa, bông dừa cạn, trường xuân hoa, hoa tứ quý (danh pháp hai phần: Catharanthus roseus) là một loài thực vật trong chi Catharanthus thuộc họ La bố ma (Apocynaceae). Nó là cây bản địa và đặc hữu của Madagascar. Các danh pháp đồng nghĩa có Vinca rosea, Ammocallis rosea, Lochnera rosea.
Trong tự nhiên, nó là loài nguy cấp; nguyên nhân chính của sự suy giảm là sự phá hủy môi trường sống do kiểu canh tác nông nghiệp dựa trên chặt cây và đốt rừng để lấy đất. Tuy nhiên, nó được gieo trồng khá rộng khắp và đã thích nghi với điều kiện môi trường trong nhiều khu vực nhiệt đới và cận nhiệt đới khắp thế giới.

## Miêu tả

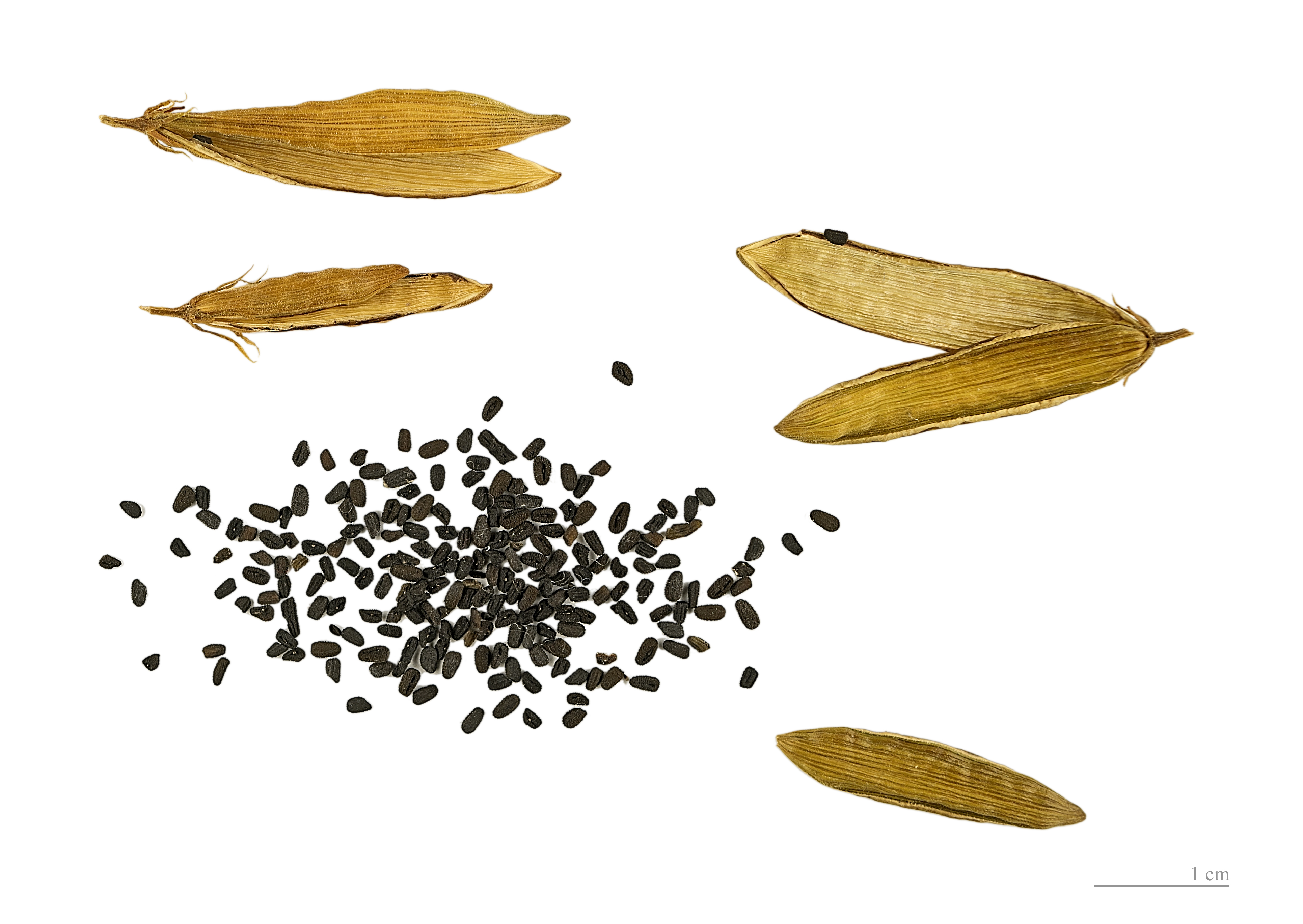
Quả và hạt dừa cạn Catharanthus roseus

Nó là cây thân thảo hoặc cây bụi nhỏ thường xanh, cao tới 1 m, phân cành nhiều. Các lá có dạng hình ôvan hay thuôn dài, kích thước 2,5–9 cm dài và 1–3,5 cm rộng, xanh bóng, không lông, với gân lá giữa nhạt màu hơn và cuống lá ngắn (dài 1–1,8 cm); mọc thành các cặp đối. Hoa có màu từ trắng tới hồng sẫm với phần tâm có màu đỏ hơn, ống tràng dài 2,5–3 cm và tràng hoa đường kính 2–5 cm có 5 thùy tương tự như cánh hoa. Quả là một cặp quả đại dài 2–4 cm, rộng 3 mm chứa 12-20 hạt nhỏ màu nâu nhạt, hình trứng.

## Thành phần hóa học
Lá chứa các ancaloit như serpentin, ajmalin, ajmalicin, catharanthin, catharanthinol, vindolin, vindolicin, vincaleucoblastin, leurocin.

## Công dụng

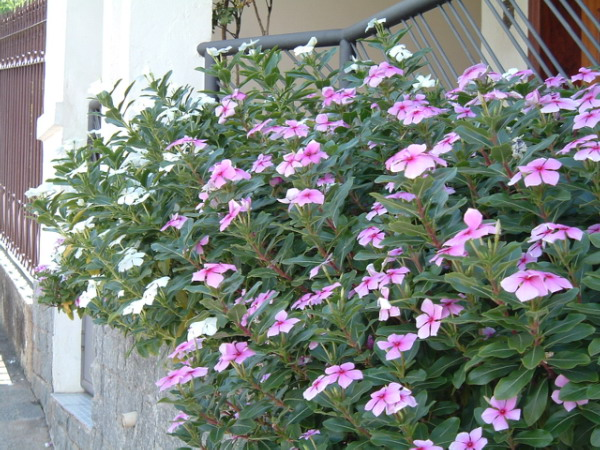
Catharanthus roseus trồng tại Brasil để làm cảnh

Loài cây này đã được gieo trồng từ lâu để làm cây thuốc và cây cảnh.
Trong y học cổ truyền Trung Hoa, các chất chiết ra từ loài dừa cạn này đã được sử dụng để điều trị một số bệnh, như bệnh đái đường, sốt rét và bệnh Hodgkin. Các chất như vinblastin và vincristin chiết ra từ cây này được sử dụng trong điều trị bệnh máu trắng. Nó có thể gây nguy hiểm nếu uống. Nó có thể gây ra ảo giác và được liệt kê (dưới tên gọi Vinca rosea) trong Sắc luật 159 của bang Louisiana.
Trong vai trò của một loại cây cảnh, nó là loài cây chịu được các điều kiện khô hạn và thiếu chất dinh dưỡng, khá phổ biến trong các khu vườn cận nhiệt đới do nhiệt độ luôn cao hơn 5 °C đến 7 °C, cũng như trong vai trò của loại cây trồng theo luống trong mùa nóng tại khu vực ôn đới. Nó đáng chú ý vì thời gian ra hoa kéo dài, quanh năm ở khu vực nhiệt đới và từ mùa xuân tới cuối mùa thu ở khu vực ôn đới ấm. Nó là loài cây ưa nắng và đất có điều kiện tưới tiêu nước tốt. Nhiều giống cây trồng đã được chọn lọc cho các loại màu hoa khác nhau (trắng, hoa cà, hồng đào, đỏ và cam đỏ), cũng như chịu được điều kiện lạnh hơn ở khu vực ôn đới. Một vài giống đáng chú ý có 'Albus' (hoa trắng), 'Grape Cooler' (hồng; chịu lạnh), nhóm Ocellatus (nhiều loại màu), và 'Peppermint Cooler' (trắng, điểm đỏ ở tâm; chịu lạnh).
C. roseus được sử dụng trong bệnh học thực vật như là cây chủ thực nghiệm đối với các dạng phytoplasma. Điều này là do nó dễ dàng nhiễm một lượng lớn các phytoplasma, và do thông thường nó có các triệu chứng rất khác biệt như sự phát triển của các bộ phận hoa thành lá và suy giảm kích thước lá một cách đáng kể.
Tại Việt Nam, cây được trồng làm cảnh, hoặc làm thuốc trị cao huyết áp, tiểu đường, sốt rét, bệnh máu trắng, thông tiểu.

## Ảnh

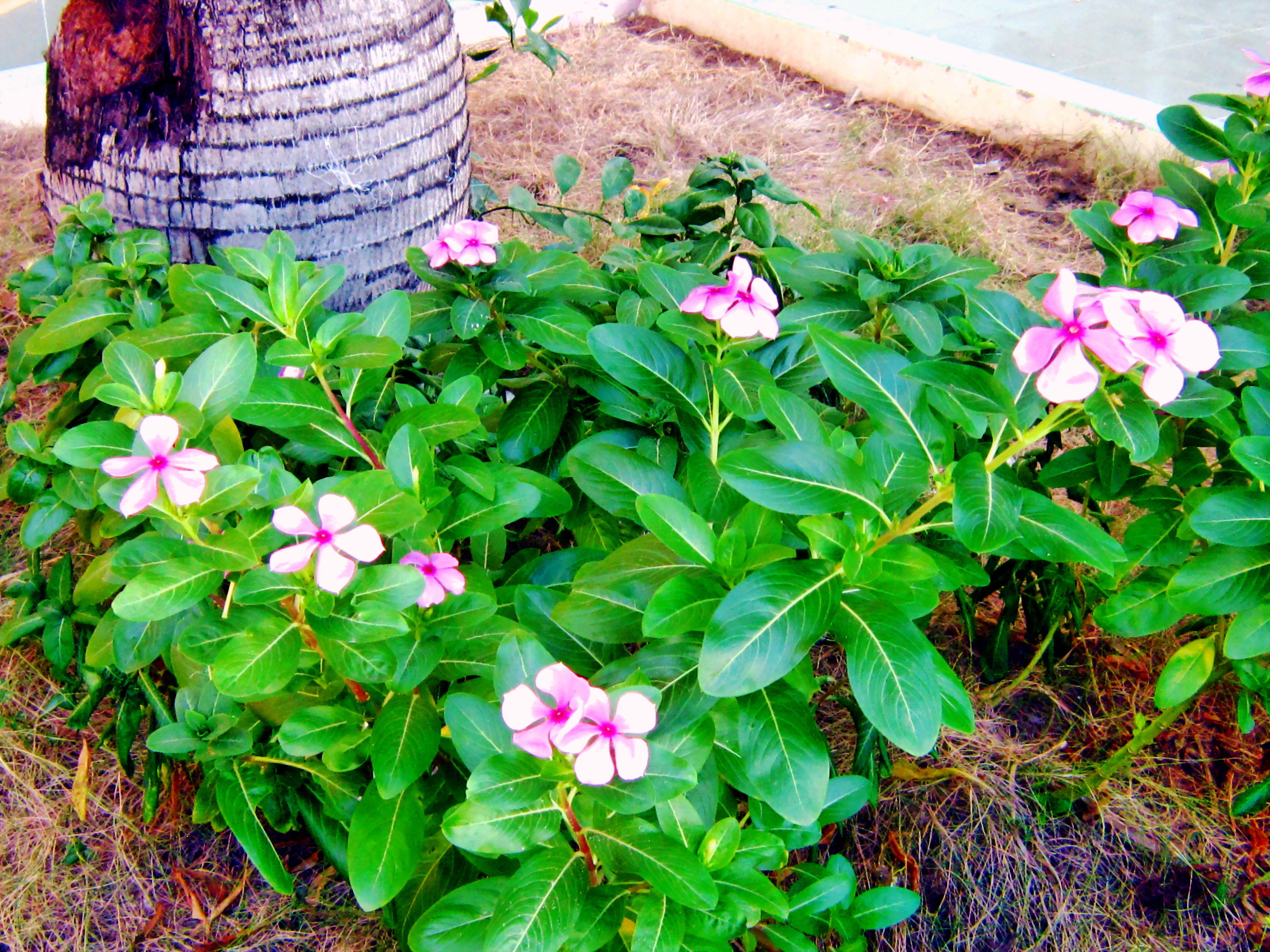
Dừa cạn có hoa màu tím nhạt.
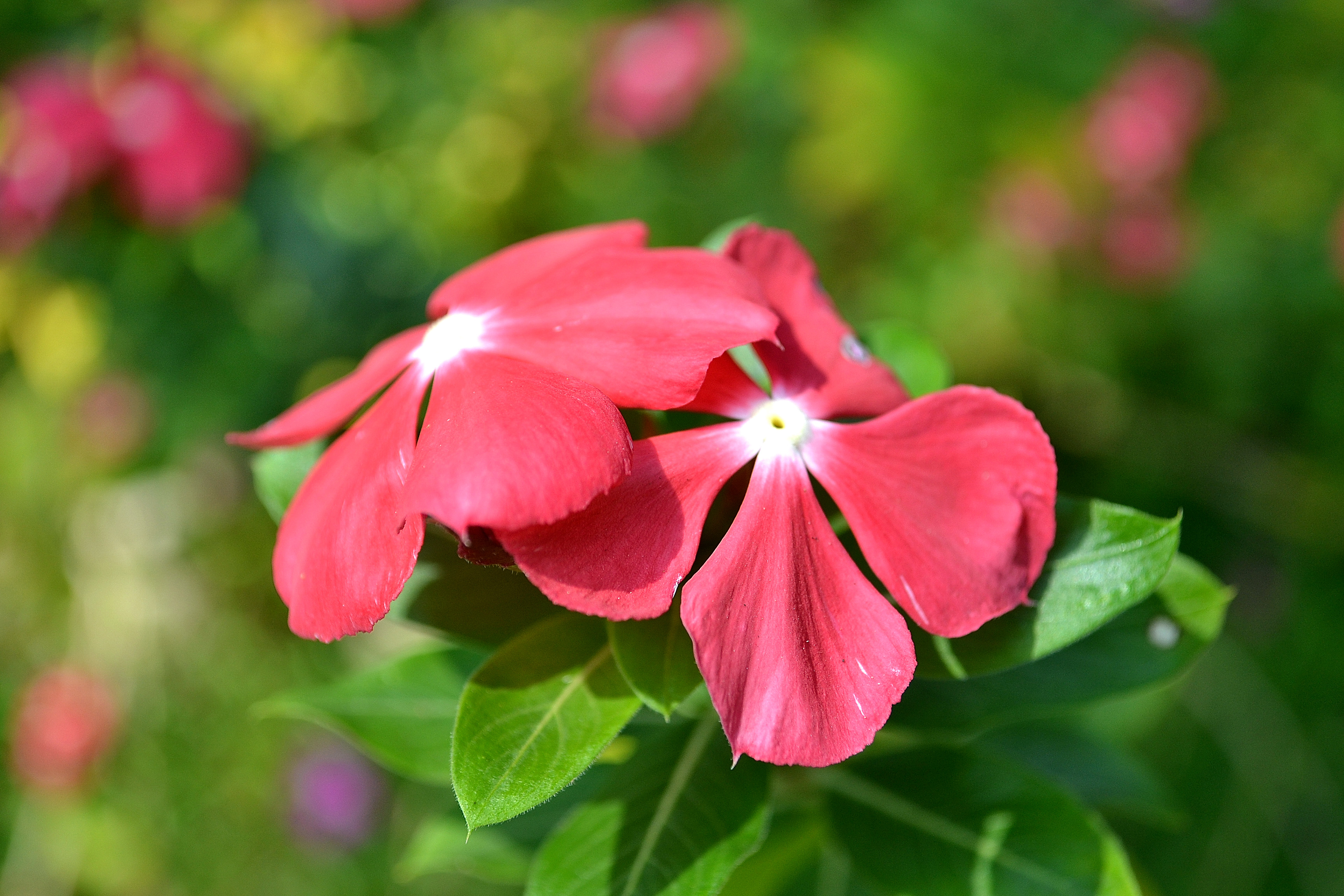
Dừa cạn có hoa màu cam đỏ.
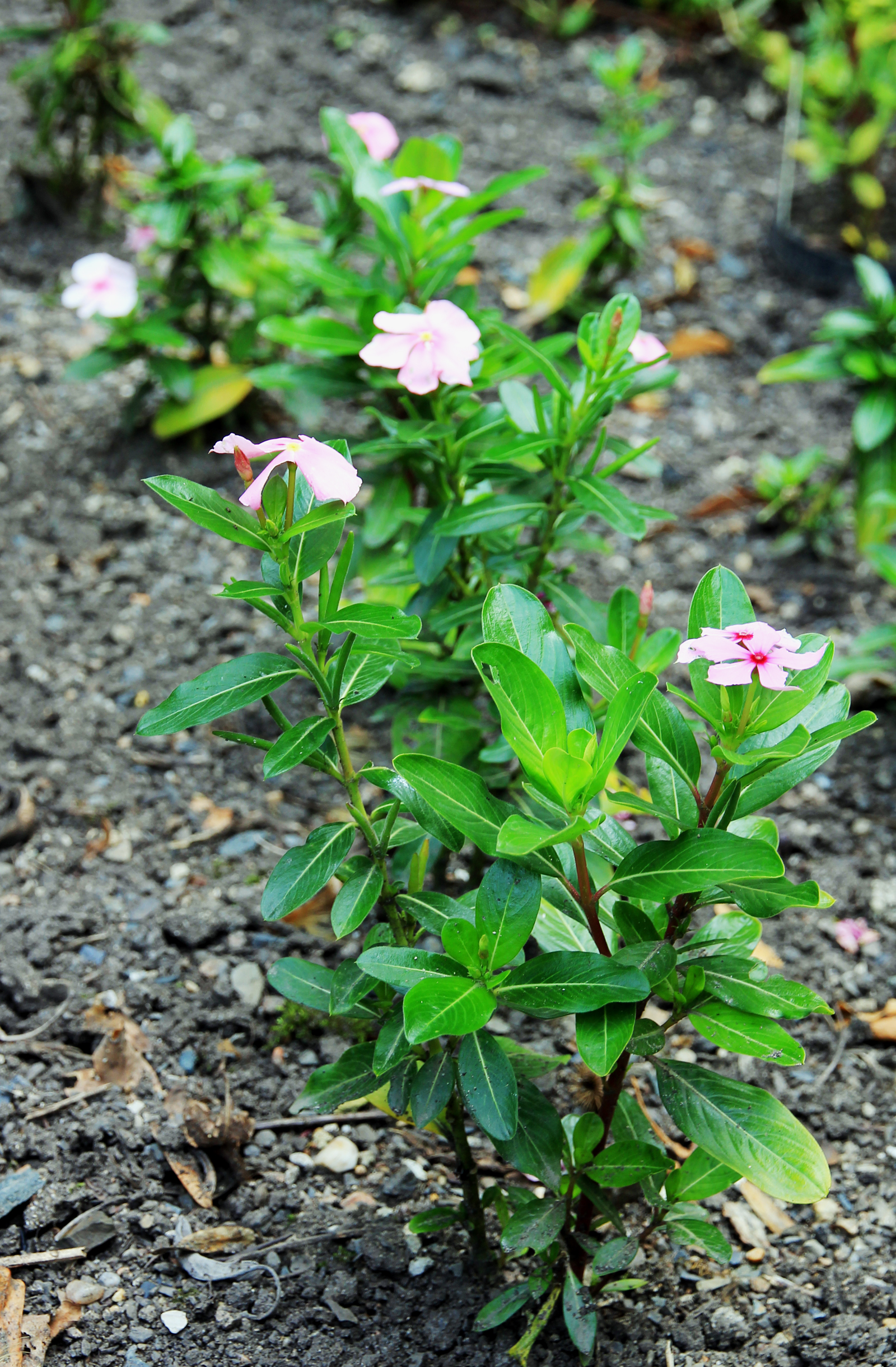
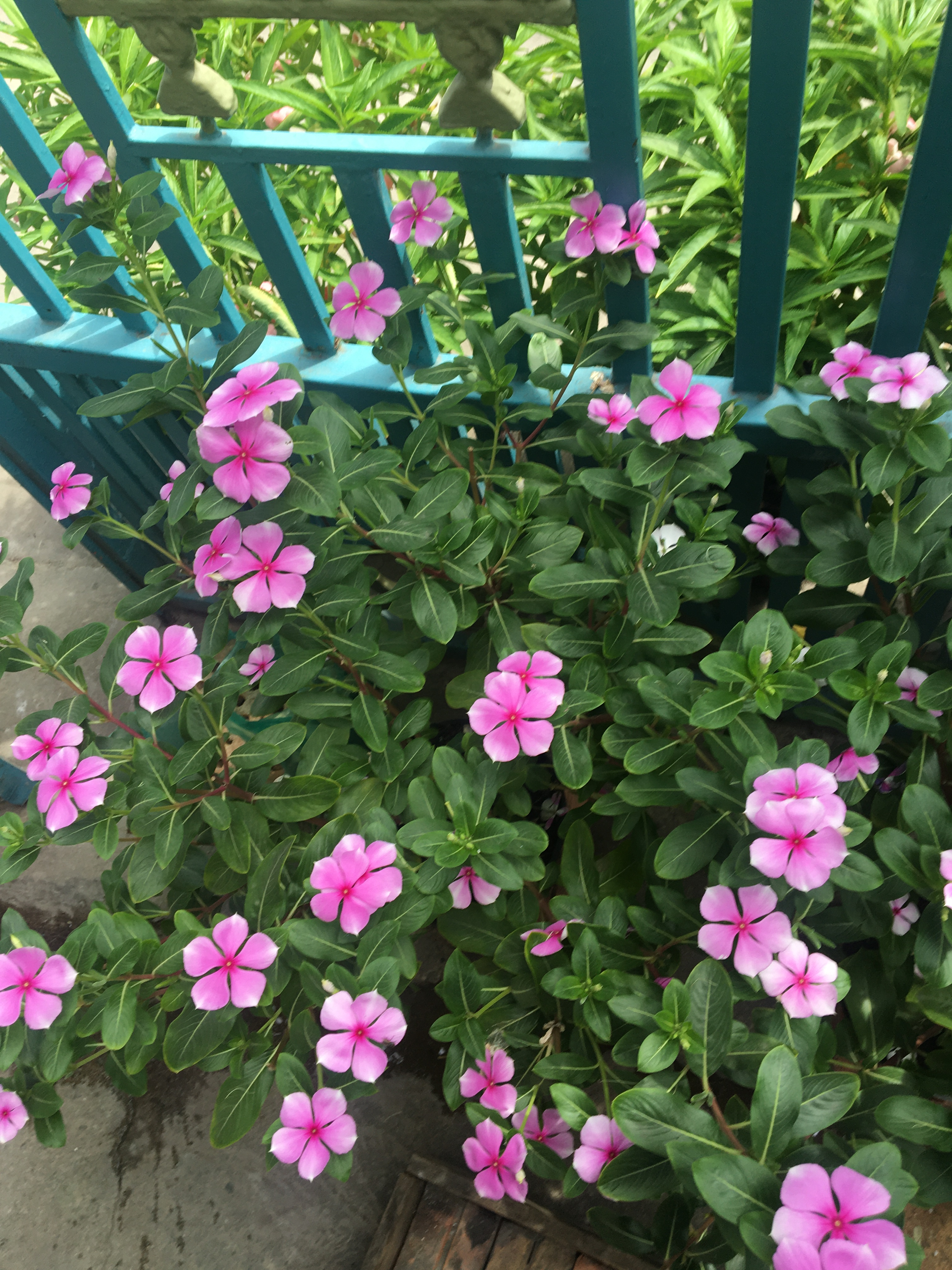
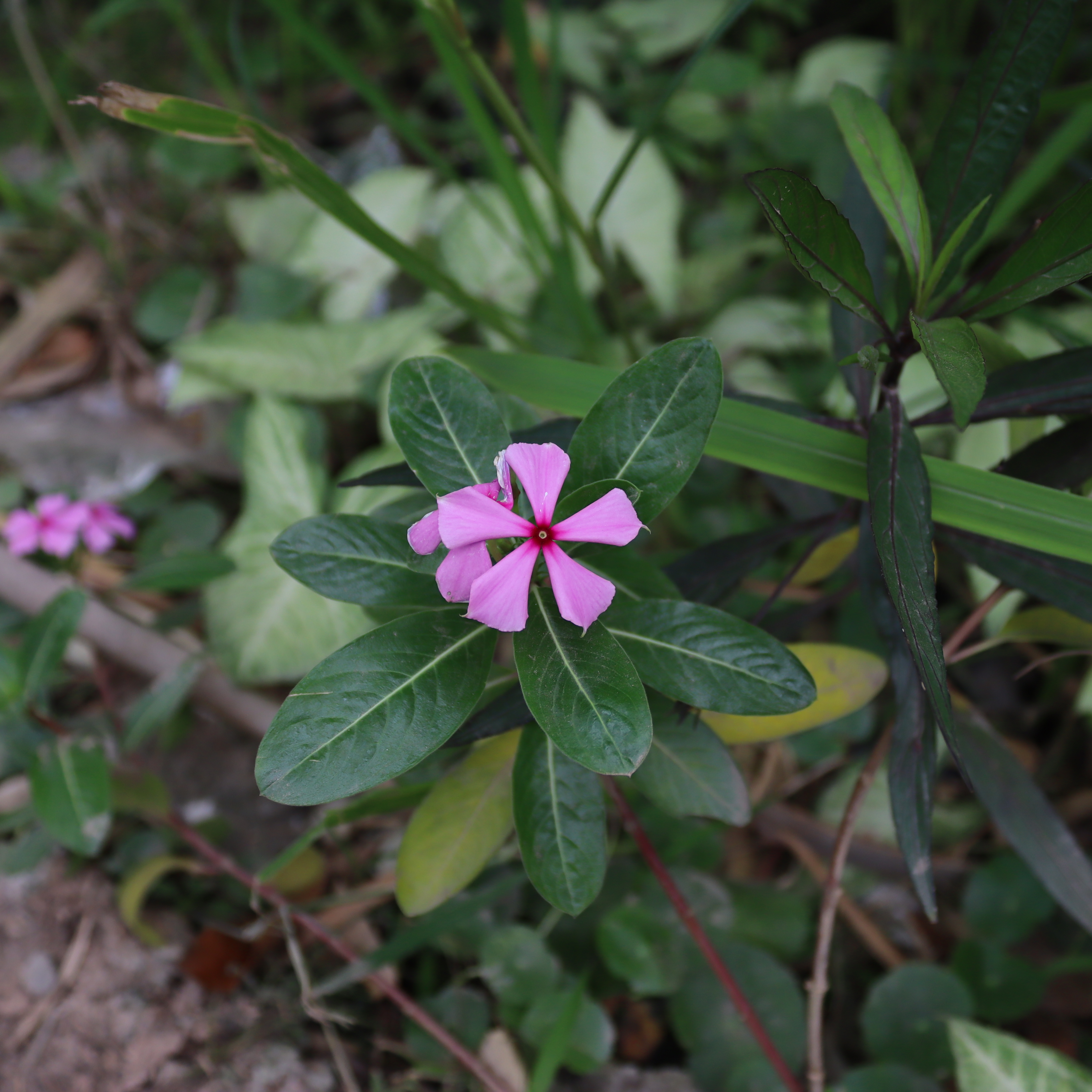
Hoa dừa cạn tím

### Alkaloid
- Vincristin[8]
- Vinblastin[8]
- Reserpin[8]
- Ibogain[8]
- Yohimbin[8]